# Joachim Åkerman
Gustaf Richard Joachim « Jockum » Åkerman, né le 31 octobre 1868 à Falun (Kristine), mort le 23 mars 1958 à Stockholm (Engelbrekt), est un officier militaire suédois (lieutenant-général), homme politique (droite), ministre de mars à octobre 1917 et membre du Riksdag 1914-1917 (deuxième chambre).

## Biographie
Åkerman était le fils du directeur général Richard Åkerman et de Maria Clason. Il devient sous-lieutenant dans le premier régiment de grenadiers à vie (I 4) en 1889, lieutenant en 1895 et sert à l'état-major général en 1898. Åkerman y est devenu capitaine en 1902 et a rejoint le régiment de Norrbotten (I 19) en 1906. Il devient major à l'état-major général et chef du département central en 1908, lieutenant-colonel au régiment d'infanterie de Scanie méridionale (I 25) en 1911 et colonel et chef du régiment de Västmanland (I 18) en 1915. Après la démission d'Emil Mörcke, Åkerman est nommé ministre et chef du ministère de la Défense dans le ministère Swartz le 30 mars 1917, mais il démissionne avec l'ensemble du gouvernement le 19 octobre de la même année. Il devient ensuite commandant de la 10e brigade d'infanterie en 1918 et major général de réserve en 1919. Åkerman est nommé lieutenant général de l'armée en 1928.
Il est maire de Stockholm de 1920 à 1928, conseiller municipal de 1923 à 1938 (premier vice-président de 1931 à 1938), président de la commission nationale pour la préparation de la défense économique de 1928 à 1938, inspecteur de l'école Beskow de Stockholm de 1920 à 1933, membre de l'Académie royale suédoise des sciences de la guerre en 1909, répétiteur à l'École supérieure de guerre de 1900 à 1904, professeur à l'École supérieure de guerre de 1904 à 1909, Notaire à la Commission de défense 1901, assistant de la délégation à Karlstad 1905, secrétaire de l'Association de littérature militaire 1904-1909, secrétaire 1904 et président 1908-1914 de l'association militaire des sportifs de Krigshögskolan, fondateur et président 1901-1906 du club sportif de l'état-major général, membre de la deuxième chambre 1914-1917 pour l'Association électorale générale, Président de l'Association de tir du Västmanland 1915-1931, de l'Association des orpailleurs sportifs 1921, du Conseil du port et de l'industrie et du Conseil de l'accord salarial 1920-1928, de la Compagnie suédoise d'assurance-vie Oden 1922-1930, de la Compagnie générale d'assurance-vie Oden à partir de 1931, de l'Association des camarades de régiment du Västmanland à partir de 1939, vice-président de l'Association suédoise des tempêtes de terre 1922-1932, président du conseil d'administration de la Ligue de défense suédoise de 1925 à 1941, président du conseil d'administration de la succursale de la banque privée Östergötland à Stockholm de 1923 à 1942, membre de l'Association portuaire suédoise depuis 1923, membre de la section suédoise de l'Union internationale de tir de 1928 à 1938, membre du comité de défense de 1929 de 1929 à 1930, et membre de l'Association du trafic touristique de la ville et du comté de Stockholm à partir de 1935.
Åkerman a épousé Martina Björnstjerna (1874-1955), fille du major général Roger Björnstjerna et de Martina Ankarcrona, en 1897. Il est le père de Richard (Riri) Åkerman, Oscar (Ocke) Åkerman et Gustav (Gugge) Åkerman. Åkerman est décédé le 23 mars 1958 et a été enterré le 9 juin 1958 au cimetière du Nord de Solna à Stockholm où la famille est enterrée.